# Molinaranea phaethontis
Molinaranea phaethontis là một loài nhện trong họ Araneidae.
Loài này thuộc chi Molinaranea. Molinaranea phaethontis được Eugène Simon miêu tả năm 1896.